# Shelby, Indiana
Shelby är en så kallad census-designated place i Lake County i Indiana. Vid 2020 års folkräkning hade Shelby 453 invånare.